# Joaquim Lluís Cano García
Joaquim Lluís Cano García (La Nucia, Alicante, 1963) is een hedendaags Spaans componist.

## Levensloop
Hij heeft eerst aan de Universitat de València natuurkunde gestudeerd en daarna heeft hij tuba en compositie gestudeerd aan het Conservatorio Superior de Música "Óscar Esplá" de Alicante. 
Als componist schrijft hij in diverse genres tussen tonale muziek en experimentele muziek. Zijn werk Manual del perfecte inoportú voor de tonale basis van een banda schreef hij ter gelegenheid van de 25e verjaardag van het Institut Bellaguarda d'Altea, Alicante. Dit werk werd bekroond met de 1e prijs van het compositieconcours Illa de Benidorm. Ook zijn werk (De)construccions schreef hij als petitie aan de delegatie van de Marina Baixa de la Federació de Societats Musicals de la Comunitat Valenciana. 
Zijn werken werden in Valencia, Sevilla, op Tenerife, in Madrid, Amsterdam, Buenos Aires, in Portugal, in Cuba en in Japan uitgevoerd.

## Composities

### Werken voor banda (harmonieorkest)
- (De) Consturccions
- De vores al mar
- Hores d'Estiu, suite
  1. Mati (Una aventura)
  2. Migjorn (Canço)
  3. Boqueta nit (Cervavila)
- Manual del perfecte inoportú, suite
  1. El perfecte inoportú fa tard a classe
  2. El perfecte inoportú trau una xulla (i el pillen)
  3. El perfecte inoportú s'enamora de la professora de Biologia
  4. El perfecte inoportú juga a futbol en els corredors
- Marcelino Català, paso-doble
- Tres i no res, paso-doble
- Quatre dies, paso-doble
- Colau, paso-doble
- Celebració.1705-2005
- Viatges, suite
  1. Viatge al poble dels guerrers
  2. Viatge al poble de les nenes perdudes
  3. Viatge al poble de les iaies teixedores
  4. Viatge al poble dels morts
  5. Viatge al poble de l'arc iris

### Muziektheater
- 1714, opera - libretto: Albert Mestres

### Kamermuziek
- Els mots oblidats
- Rotacions
- Les festes llunyanes
- Escala de blaus
- Deserta companyia
- Tríptic
- Variants
- per no dir el teu nom
- IMAQ
- Quatre bagatel·les
- Corol·lari